# ريدارفجاردين
ريدارفجاردين، (اللفظ السويدي: ˈrɪ̂dːarˌfjæːɖɛn، خليج الفارس) هو خليج في أقصى شرقي بحيرة مالارين في وسط ستوكهولم. تأسست ستوكهولم في عام 1252 على جزيرة في مجرى النهر حيث تصب بحيرة مالارين (من الغرب) في بحر البلطيق (إلى الشرق)؛ تسمى الجزيرة اليوم ستادشولمن وتشكل المدينة القديمة بستوكهولم ‏.
تم التقاط الصورة البانورامية الموضحة في هذا المقال من مرتفعات سوديرمالم، غرب ستادشولمن، وهي مطلة على ريدارفجاردين. من اليسار إلى اليمين قابلة للعرض:
- جسر فاستيربرون
- جزيرة كونغشولمن
- مجلس مدينة ستوكهولم  [لغات أخرى]‏، مبنى من الطوب الأحمر مع برج الجرس، حيث يتم تقديم عشاء جائزة نوبل
- برج كلارا كيركا في نورمالم بسقفه النحاسي الأخضر
- خمس ناطحات سحاب بيضاء بين سيرجيلس تورغ  [لغات أخرى]‏ وهوتورجيت
- رافعات البناء
- برج حديدي لكنيسة ريدارهولمين  [لغات أخرى]‏ في جزيرة ريدارهولمين
- برج ستوركيركان الأصفر في ستادشولمن ، أمام السقف المسطح لقصر ستوكهولم
- برج تيسكا كيرمان الضيق في ستادشولمن
- برج كاكناستورنيت البعيد للإذاعة والتلفزيون

## مواسم
ريدارفجاردين على مدار العام.

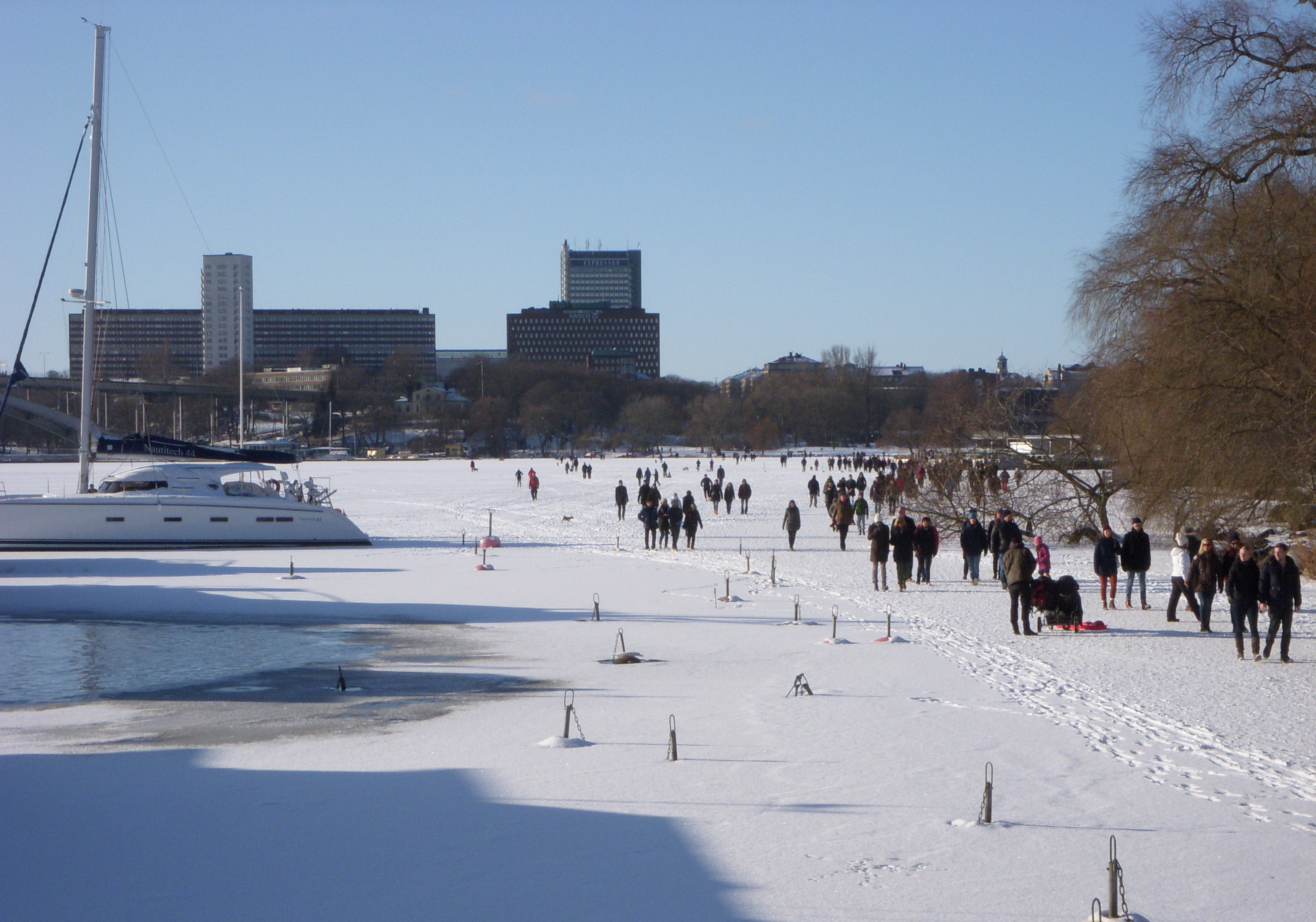
ريدارفجاردين في الشتاء في نور مالستراند
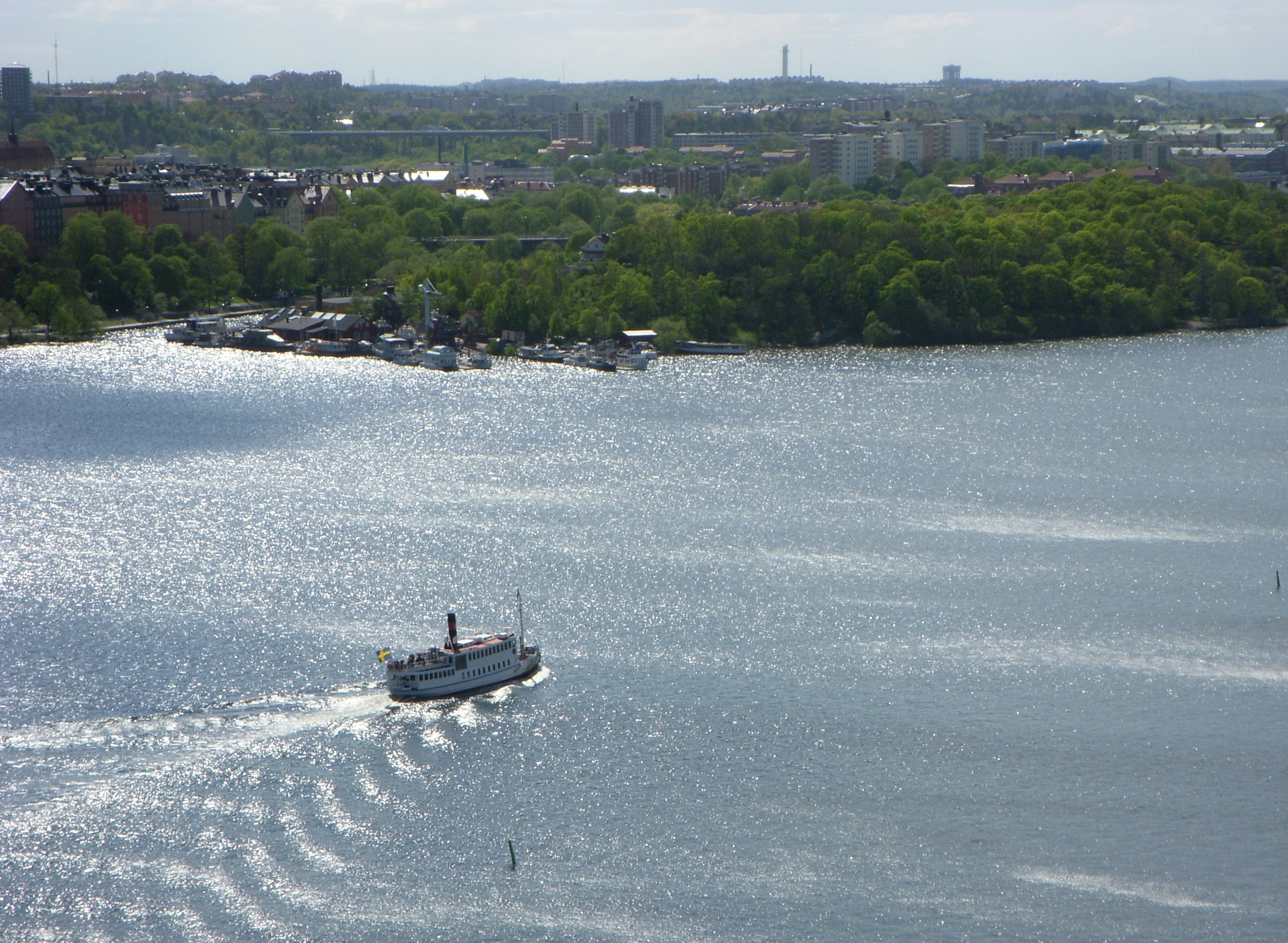
في الربيع باتجاه لانغولمين
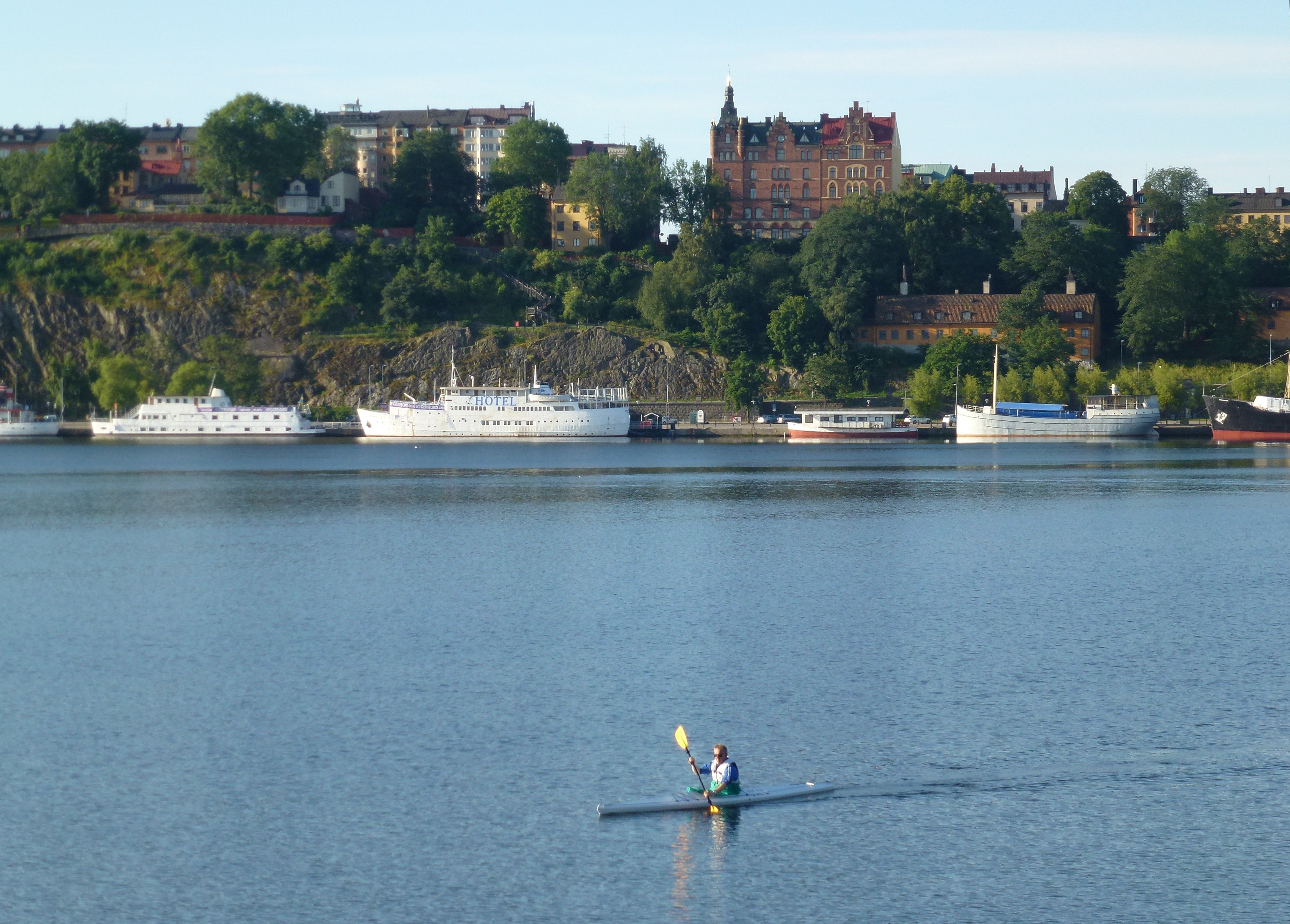
في صباح صيفي باكر باتجاه سودرمالم
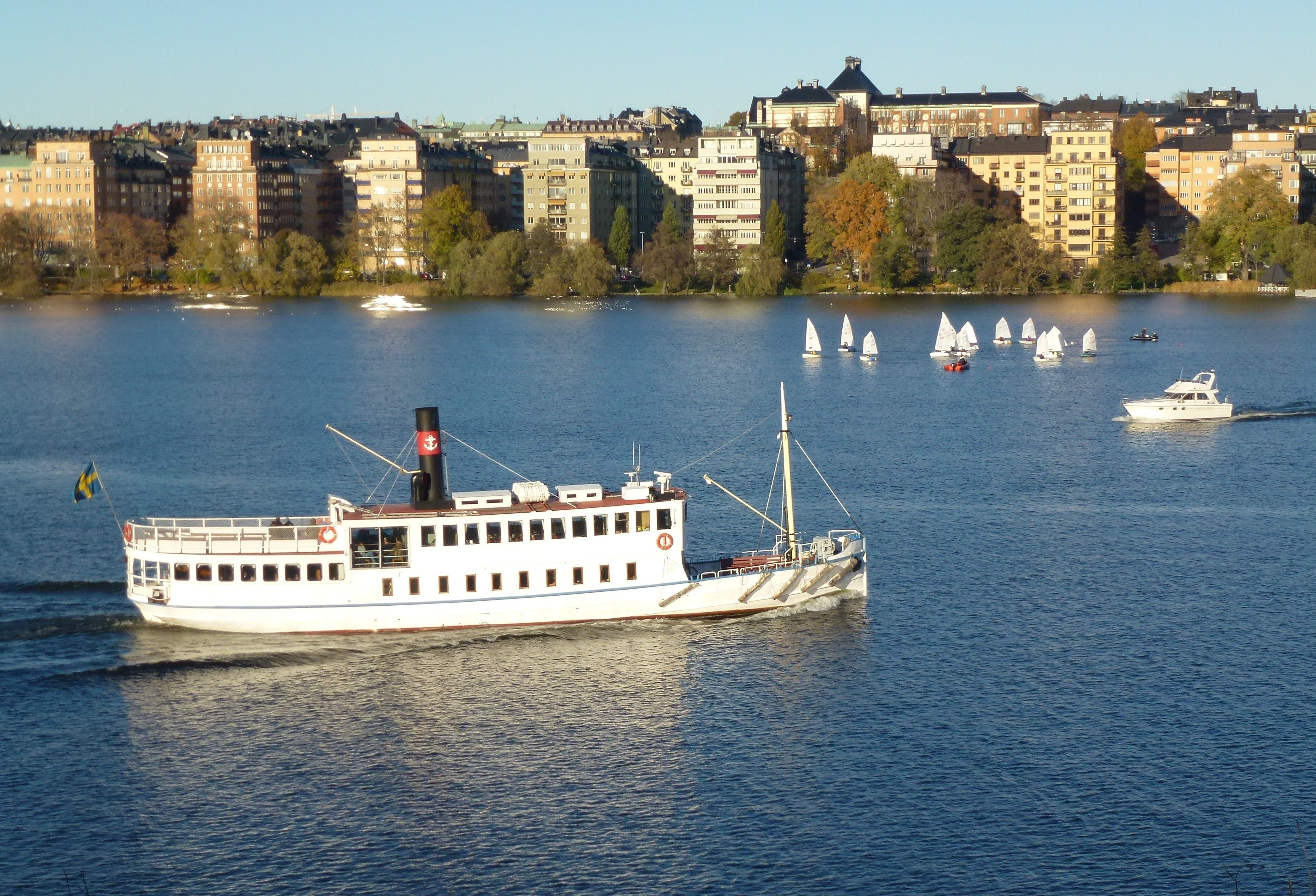
في الخريف ، يُرى من لانغولمين.